# Tejas (álbum)
Tejas es el quinto álbum de estudio de la banda estadounidense de blues rock ZZ Top, publicado en 1976 por London Records, cuyo título hace alusión al nombre transliterado al español del estado de Texas. A diferencia de sus predecesores recibió ciertas críticas por su sonido, como es el caso del sitio Allmusic, quienes consideraron que su resultado fue mucho menor al mostrado en Tres Hombres y Fandango!. Mientras que otros medios como el crítico Robert Christgau, consideró de como buena opción su estrategia de acercarse a la música country y al blues.

## Recepción comercial y promoción
Dicho cambio en su sonido también se vio reflejado en las listas musicales, ya que solo obtuvo el puesto 17 en el conteo estadounidense Billboard 200. Aun así y con solo meses después de su lanzamiento recibió disco de oro en los Estados Unidos, luego de superar las quinientas mil copias vendidas.
Para promocionarlo se lanzaron tres canciones como sencillos; «It's Only Love» que se puso a la venta un par de meses antes del disco y que alcanzó el puesto 44 en los Estados Unidos. Mientras que en 1977 se publicaron «El Diablo» y «Arrested for Driving While Blind», alcanzando este último el lugar 91 de la lista estadounidense Billboard Hot 100.

## Lista de canciones
Todas las canciones escritas por Billy Gibbons, Dusty Hill y Frank Beard, a menos que se indique lo contrario.

| N.º | Título                                | Escritor(es) | Duración |  |
| 1.  | «It's Only Love»                      |              | 4:22     |  |
| 2.  | «Arrested for Driving While Blind»    |              | 3:09     |  |
| 3.  | «El Diablo»                           |              | 4:22     |  |
| 4.  | «Snappy Kakkie»                       |              | 2:59     |  |
| 5.  | «Enjoy and Get It On»                 |              | 3:26     |  |
| 6.  | «Ten Dollar Man»                      |              | 3:42     |  |
| 7.  | «Pan Am Highway Blues»                |              | 3:15     |  |
| 8.  | «Avalon Hideaway»                     |              | 3:07     |  |
| 9.  | «She's a Heartbreaker»                |              | 3:02     |  |
| 10. | «Asleep in the Desert» (Instrumental) | Gibbons      | 3:24     |  |

## Músicos
- Billy Gibbons: voz y guitarra eléctrica
- Dusty Hill: bajo, coros, voz principal en «Ten Dollar Man» y covoz en «It's Only Love», «Pan Am Highway Blues» y «Avalon Hideaway»
- Frank Beard: batería y percusión.